# Rughidia
Rughidia är ett släkte av flockblommiga växter. Rughidia ingår i familjen flockblommiga växter.
Kladogram enligt Catalogue of Life:
| Rughidia | \| \| Rughidia cordatum \| \| \| \| \| \| Rughidia milleri \| \| \| \| |
|          | \| \| Rughidia cordatum \| \| \| \| \| \| Rughidia milleri \| \| \| \| |
|          | Rughidia cordatum                                                      |
|          |                                                                        |
|          | Rughidia milleri                                                       |
|          |                                                                        |